# Ruwen Faller
Ruwen Faller (Alemania, 22 de julio de 1980) es un atleta alemán retirado especializado en la prueba de 4x400 m, en la que consiguió ser subcampeón europeo en pista cubierta en 2000.

## Carrera deportiva
En el Campeonato Europeo de Atletismo en Pista Cubierta de 2000 ganó la medalla de plata en los relevos de 4x400 metros, con un tiempo de 3:06.64 segundos, tras la República Checa (oro) y por delante de Hungría (bronce).